# Nuoto ai Giochi della XXVI Olimpiade - 200 metri misti maschili
Hanno partecipato alle batterie di qualificazione 39 atleti: i primi 8 si sono qualificati per la finale A, i successivi 8 invece si sono qualificati per la finale B.

## Finale A
25 luglio 1996
| Posizione | Atleta          | Paese       | Tempo   |
| --------- | --------------- | ----------- | ------- |
|           | Attila Czene    | Ungheria    | 1:59.91 |
|           | Jani Sievinen   | Finlandia   | 2:00.13 |
|           | Curtis Myden    | Canada      | 2:01.13 |
| 4         | Marcel Wouda    | Paesi Bassi | 2:01.45 |
| 5         | Matthew Dunn    | Australia   | 2:01.57 |
| 6         | Greg Burgess    | Stati Uniti | 2:02.56 |
| 7         | Tom Dolan       | Stati Uniti | 2:03.89 |
| 8         | Xavier Marchand | Francia     | 2:04.29 |

## Finale B
| Posizione | Atleta               | Paese       | Tempo   |
| --------- | -------------------- | ----------- | ------- |
| 9         | Christian Keller     | Germania    | 2:02.90 |
| 10        | Martin van der Spoel | Paesi Bassi | 2:03.01 |
| 11        | Luca Sacchi          | Italia      | 2:03.49 |
| 12        | Stev Theloke         | Germania    | 2:03.94 |
| 13        | Sergei Mariniuk      | Moldavia    | 2:04.11 |
| 14        | Tatsuya Kinugasa     | Giappone    | 2:04.59 |
| 15        | Ratapong Sirisanont  | Thailandia  | 2:05.02 |
| 16        | Jo Yoshimi           | Giappone    | 2:05.42 |

## Non qualificati
| Posizione | Atleta             | Paese         | Tempo   |
| --------- | ------------------ | ------------- | ------- |
| 17        | Marcin Malinski    | Polonia       | 2:05.42 |
| 18        | Josef Horky        | Rep. Ceca     | 2:05.45 |
| 19        | Petteri Lehtinen   | Finlandia     | 2:05.51 |
| 20        | Walter Soza        | Nicaragua     | 2:06.15 |
| 21        | Valeri Kalmikovs   | Lettonia      | 2:06.16 |
| 22        | Attila Zubor       | Ungheria      | 2:06.24 |
| 23        | Sergei Sergeev     | Ucraina       | 2:06.30 |
| 24        | Oleg Pukhnatiy     | Uzbekistan    | 2:06.39 |
| 25        | Kresimir Cac       | Croazia       | 2:06.97 |
| 26        | Bang-Hyun Kim      | Corea del Sud | 2:06.99 |
| 27        | Arsenio López      | Porto Rico    | 2:07.09 |
| 28        | Simon Coombs       | Australia     | 2:07.31 |
| 29        | Mark Kwok          | Hong Kong     | 2:07.61 |
| 30        | Denislav Kalchev   | Bulgaria      | 2:08.16 |
| 31        | Alexander Savitski | Kazakistan    | 2:08.78 |
| 32        | Desmond Koh        | Singapore     | 2:08.99 |
| 33        | Armando Serrano    | Colombia      | 2:09.67 |
| 34        | Gerald Koh         | Singapore     | 2:11.76 |
| 35        | Kire Filipovski    | Macedonia     | 2:11.90 |
| 36        | Wan Azlan Abdullah | Malaysia      | 2:12.11 |
| 37        | Sultan Al-Otaibi   | Kuwait        | 2:19.77 |
|           | Hem Lumphat        | Cambogia      | SQ      |
|           | Peter Mankoč       | Slovenia      | SQ      |